# Carmen Delia Dipiní
Carmen Delia Dipiní (* 18. November 1927 in Naguabo; † 4. August 1998) war eine puerto-ricanische Sängerin.
Dipiní begann im Alter von sieben Jahren zu singen und hatte ihr Debüt als professionelle Sängerin bei Rafael Quiñones Vidal beim Radiosender WNAM. Mit Unterstützung ihrer Freundin Ruth Hernandez ging sie im Alter von zwanzig Jahren nach New York. Dort nahm sie u. a. mit Claudio Ferrer, dem Trío Johnny Rodríguez sowie Johnny Albino und dem San Juan Trio auf und arbeitete mit Mario de Jesús Báez und dem Orchester von René Touzet zusammen. In Kuba sang sie Aufnahmen mit der Sonora Matancera und trat im Rundfunk und Fernsehen von Havanna auf.